# 富田镇
富田镇是中华人民共和国江西省吉安市青原区下属的一个鎮，面积216平方公里，人口约3万人，距吉安市区56公里。镇临富水河。富田镇与泰和县、吉水县接壤。
富田是邓小平的祖籍所在地，是文天祥的故乡，也是著名的富田事变发生地。

## 行政区划
下辖1个社区居委会，21个行政村：：
文山社区、新安社区、下厅村、水口村、杨渡村、坪田村、云楼村、草坪村、高庄村、山中村、匡家村、富田村、木湖村、陂下村、北坑村、花岩村、杨柳村、横坑村、奁田村、王田村、江背村和龙会村。

## 中国历史文化名镇
富田镇已被列为中国历史文化名镇。

## 中国传统村落
- 2012年12月，陂下村、横坑村被评为首批“中国传统村落”。
- 2013年8月，匡家村、奁田村被评为第二批中国传统村落。